# Assi El Helani
Mohammed Muzen El Helani (en árabe: عاصي الحلاني)  (Baalbek, 28 de noviembre de 1970) conocido por su nombre artístico Assi El Helani, es un cantante libanés de música árabe. 
La carrera artística de Assi El Helani comenzó después de ganar en el programa Studio El Fan, a la edad de 17 años. Ha lanzado al mercado más de una docena de álbumes de estudio. Entre sus canciones con éxito, están Wani Mareq Mareet, Amshi Lihali, Mali Saber, Ahebbak Gedan, Ahla Al Oyoun, Shoag El Sahara, Lubnani , Bel Arabi y Kayed Ozzalak.

## Biografía
Assi nació en Jdeide, en la Gobernación de Becá, siendo el tercero más joven de 13 hermanos. Su familia es originaria de Hilla, Irak, de la tribu de Hellani. Desde muy niño ya interpretaba canciones árabes junto con sus familiares y amigos. Assi estudió en el Instituto Superior de Música en el Líbano en donde recibió clases de laúd árabe y canto.

## Discografía
Álbumes
- 1991 : Mahlana Sawa.
- 1992 : Ya Hala.
- 1993 : Mahr El Zina.
- 1994 : Wani Mareg Mareit
- 1995 : Ahebek Jedan.
- 1996 : Ya Maima.
- 1998 : Ahla El Oyoun.
- 1999 : Shog El Sahara.
- 2000 : Kid Ozzalak.
- 2001 : Ater El Mahabah.
- 2002 : E Qarar.
- 2003 : Forsat Omor.
- 2004 : Zghiri El Dinney.
- 2006 : Dagat Galbi.
- 2007 : Ouwetna Bi Wehdetna.
- 2008 : Yemkin
- 2010 : 010
- 2011 : Rouhi Ana (07-12-2011)
- 2013: Assi 2013